# Pave Agatho
Agatho (død 10. januar 681) var pave fra 26. juni 678 til sin død i 681. Han blev helgenkåret af den romerskkatolske kirke og af den ortodokse kirke. Der vides ikke meget om Agatho før han blev pave, men han må have været blandt de mange gejstlige fra Sicilien i Rom, da det islamiske kalifat kæmpede mod Sicilien i midten af 600-tallet.